# 팀 강
팀 강(한국 이름: 강일아, 康一芽, 1973년 3월 16일 ~ )은 미국 배우이다. 2002년 텔레비전 드라마 《소프라노스》로 데뷔하였으며, 드라마 《멘탈리스트》(2008-15), 영화 《포가튼》(2004), 《람보 4: 라스트 블러드》(2008) 등에 출연했다.
캘리포니아 대학교 인문학사, 하버드 대학교 예술학 석사이다. 아버지 강우정은 고려대학교 법학과를 출신으로 조선일보 기자, 한국일보 샌프란시스코 발행인, 한국복음주의학원 이사장을 거쳐 현재 한국성서대학교 총장을 역임하고 있다.

## 출연 작품

### 텔레비전
- 소프라노스 (2002)
- 로앤오더: 뉴욕 특수수사대 (2003)
- 서드 워치 (2004)
- 로앤오더: 배심원 재판 (2005)
- Chappelle's Show (2006)
- 고스트 위스퍼러 (2006)
- 탐정 몽크 (2007)
- 오피스 (2007)
- 더 유닛 (2007)
- 멘탈리스트 (2008-15)
- 뱀파이어 다이어리 (2015)
- 크리미널 마인드 (2015)
- 시카고 저스티스 (2017)
- 아메리칸 호러 스토리: 컬트 (2017)
- 리썰 웨폰 (2018)
- 마담 세크리터리 (2018)
- 클록 & 대거 (2018)
- 매그넘 P.I. (2018-24)

### 영화
- 투 윅스 노티스 (2002)
- 로봇 이야기 (2003, Robot Stories)
- 포가튼 (2004)
- 람보 4: 라스트 블러드 (2008)
- Mr. Sadman (2009)
- 미스터 그린 (2010, Mister Green)
- Room 731 (2015) - 단편
- 시간의 주름 (2018)